# Maguilla
Maguilla – gmina w Hiszpanii, w prowincji Badajoz, w Estramadurze, o powierzchni 97,87 km². W 2011 roku gmina liczyła 1025 mieszkańców.